# Martha Higareda
Martha Elba Higareda Cervantes (Villahermosa, 24 agosto 1983) è un'attrice messicana, vincitrice del premio come miglior attrice al Festival Internazionale del Cinema di Guadalajara 2012.

## Filmografia

### Cinema
- Amar te duele - regia di Fernando Sariñana (2002)
- Casa de los babys - regia di John Sayles (2003)
- Mujer dormida - cortometraggio, regia di Omar González (2003)
- El sueño de Elias - regia di Juan Pablo Cortés (2003)
- Al otro lado - regia di Gustavo Loza (2004)
- Volver, volver - cortometraggio, regia di Gary Alazraki (2005)
- 7 Days - Scommetteresti la tua vita per un sogno? (7 días) - regia di Fernando Kalife (2005)
- Sexo, amor y otras perversiones - di registi vari - segmento "María en el Elevador", regia di Carlos Carrera (2006)
- Fuera del cielo - regia di Javier 'Fox' Patrón (2006)
- Así del precipicio - regia di Teresa Suarez (2006)
- Charm school - Ragazze incorreggibili (Niñas mal) - regia di Fernando Sariñana (2007)
- Borderland - Linea di confine (Borderland) - regia di Zev Berman (2007)
- Hasta el viento tiene miedo - regia di Gustavo Moheno (2007)
- All Inclusive (Todo incluido) - regia di Rodrigo Ortuzar Lynch (2008)
- La notte non aspetta (Street Kings) - regia di David Ayer (2008)
- Smokin' Aces 2: Assassins' Ball - regia di P. J. Pesce (2010)
- Los dos Pérez - cortometraggio, regia di Adolfo Dávila (2010)
- Sin memoria - regia di Sebastián Borensztein (2010)
- Lluvia de ideas - cortometraggio, regia di Adolfo Dávila (2010)
- Te presento a Laura - regia di Fez Noriega (2010)
- Malaventura - regia di Carlos Rincones (2011)
- Mariachi Gringo - regia di Tom Gustafson (2012)
- Hello Herman - regia di Michelle Danner (2012)
- Go for Sisters - regia di John Sayles (2013)
- Cásese quien pueda - regia di Marco Polo Constandse (2014)
- McFarland, USA - regia di Niki Caro (2015)
- Una última y nos vamos - regia di Noé Santillán-López (2015)
- No manches Frida - regia di Nacho G. Velilla (2016)
- Vive por mí - regia di Chema de la Peña (2016)
- 3 idiotas - regia di Carlos Bolado (2017)
- Deadtectives - regia di Tony West (2018)
- No manches Frida 2 - regia di Nacho G. Velilla (2019)
- Tod@s Caen - regia di Ariel Winograd (2019)

### Doppiaggio
- La leyenda de la Nahuala - regia di Ricardo Arnaiz (2007)
- Steven Universe - serie TV animata, episodio 5x01 (2017)

### Televisione
- Enamórate - serie TV, 125 episodi (2003)
- Gitanas - serie TV, episodio 1x01 (2003)
- Las Juanas - serie TV, 3 episodi (2004)
- Tiempo final - serie TV, episodio 2x12 (2008)
- Skip Tracer - film TV, regia di Stephen Frears (2008)
- Carlos - serie TV, episodio 1x01 (2010)
- Lies in Plain Sight - film TV, regia di Patricia Cardoso (2010)
- CSI: Miami - serie TV, episodio 10x02 (2011)
- Hawaii Five-0 - serie TV, episodio 4x01 (2013)
- The List - film TV, regia di Ruben Fleischer (2013)
- El Mariachi - serie TV, episodio 1x01 (2014)
- Royal Pains - serie TV, 8 episodi (2014)
- Noches con Platanito - talk show, 2 puntate (2014, 2015)
- Altered Carbon - serie TV, 10 episodi (2018)
- Regina del Sud - serie TV, 7 episodi (2018-2019)
- Into the Dark - serie TV, episodio 1x10 (2019)
- Monarch - La musica è un affare di famiglia (Monarch) – serie TV, 9 episodi (2022)

## Doppiatrici italiane
Nelle versioni in italiano delle opere in cui ha recitato, Martha Higareda è stata doppiata da:
- Emanuela Rossi ne La notte non aspetta
- Michela Alborghetti in CSI: Miami
- Laura Lenghi in McFarland, USA
- Eva Padoan in Altered Carbon
- Elena Perino in Regina del Sud